# THE FIRST QUARTER (相川七瀬のアルバム)
『THE FIRST QUARTER』（ザ ファースト クォーター）は、2005年（平成17年）2月16日にmotorodからリリースされた相川七瀬8枚目のアルバム。規格品番AVCD-32040。

## 概要
『The Last Quarter』の続編となるバラード・アルバム。"脱ロック" "smooth and mellow"がコンセプト。 シングル曲「万華鏡」「限りある響き」の2曲を収録。発売日は相川の誕生日当日。

## 収録曲
作詞：相川七瀬
1. 限りある響き
  - 作曲：高田有紀子　編曲：羽毛田丈史
  - 27枚目のシングル。
2. 万華鏡
  - 作曲：柴崎浩　編曲：小西貴雄
  - 26枚目のシングル。
3. リアルな夢
  - 作曲：岡野奏也　編曲：小西貴雄
4. RADIANCE MOON
  - 作曲：田村謙　編曲：田村謙・高橋圭一
  - 27枚目のシングル「限りある響き」のカップリング。
5. DONMAI∞DONMAI
  - 作曲：高田有紀子　編曲：葉山たけし
6. I LOVE YOU
  - 作曲：bice　編曲：安部潤
7. SHARING OF LOVE
  - 作曲：吉田美智子　編曲：西脇辰弥
8. 祈り
  - 作曲：相川七瀬　編曲：小西貴雄